# Rodolpho Tourinho Neto
Rodolpho Tourinho Neto GOMM (Salvador, 27 de dezembro de 1941 — São Paulo, 7 de maio de 2015) foi um administrador, economista e político brasileiro filiado ao Democratas (DEM). Era formado em Economia pela Universidade de São Paulo, e pós-graduado em Economia e Administração de Empresas pela Bradley University, nos Estados Unidos.
Foi Secretário da Fazenda do Estado da Bahia entre 1991 e 1998. Em 1998 chegou ao Senado como suplente do senador baiano Paulo Souto. Ocupou as pasta de ministro de Minas e Energia (1999-2001), no governo do Presidente Fernando Henrique Cardoso. Na ocasião, foi admitido em 1999 pelo presidente Fernando Henrique Cardoso à Ordem do Mérito Militar no grau de Grande-Oficial especial.
Em 2003 assumiu a vaga de Paulo Souto no Senado, quando este tomou posse como Governador do Estado da Bahia, e permaneceu no Senado até 2007.
Rodolpho Tourinho disputou as eleições para o Senado em 2006 e perdeu a vaga para o candidato João Durval.
Em junho de 2014, assumiu o posto de presidente-executivo da Associação Brasileira de Infraestrutura e Indústrias de Base (Abdib).
Faleceu no Hospital Sírio Libanês em 7 de maio de 2015, aos 73 anos. A causa da morte não foi divulgada.